# Eva-Riitta Siitonen
Eva-Riitta Siitonen, född 31 maj 1940 i Helsingfors, är en finländsk politiker och ämbetsman. Hon var gift med sångaren Matti Siitonen (Fredi) från 1969 till hans död 2021.
Siitonen var verksam inom affärslivet 1956–1983, som privatföretagare från 1974 och avlade ekonomexamen 1979. Hon var ledamot av Finlands riksdag för Samlingspartiet 1983–1990. Hon var därefter landshövding i Nylands län 1990–1996 och slutligen stadsdirektör och överborgmästare i Helsingfors 1996–2005.